# Geremia Grandelis
Geremia Grandelis (Campolongo, 10 luglio 1869 – Perth Amboy, 2 novembre 1929) è stato uno scultore italiano.

## Biografia
Nacque a Campolongo il 10 luglio 1869 e si dice che già all'età di nove anni abbia intagliato con un temperino due statue in legno raffiguranti i santi Giacomo Minore e Giacomo Maggiore.
In occasione dell'inaugurazione del monumento a Tiziano a Pieve di Cadore, Grandelis venne presentato allo scultore Dal Zotto il quale, esaminati i suoi lavori e i suoi disegni, convinse il padre e i dirigenti della Comunità del Cadore a farlo studiare.
Nel 1881 si recò a Venezia ed entrò nello studio dello scultore Guglielmo Michieli.
Nel 1886 esponeva alla prima Biennale di Venezia ottenendo il primo premio della sezione umoristica, superando così il suo maestro che arrivò al secondo posto.
Quando a Michieli venne affidata l'esecuzione del monumento a Garibaldi a Udine, Grandelis collaborò all'opera modellando il garibaldino alla base dell'opera.
Nel 1893 andò a New York dove lavorò intensamente. Per il Teatro Metropolitan eseguì 500 teste grottesche di grandezza tre volte il naturale, per la cattedrale di Washington le decorazioni interne e i portoni di bronzo.
Per il palazzo del parlamento di Ottawa eseguì decorazioni varie e sulla facciata fiancheggiò l'orologio con le statue del Tempo e della Gloria. Ancora ad Ottawa eseguì in marmo e in bronzo un busto del principe del Galles, modellato in soli 2 giorni, ottenendogli le felicitazioni del principe.
Per il palazzo di giustizia di Washington eseguì due grandiosi gruppi tre volte il naturale con la Giustizia che sostiene il Fascio Littorio (1900).
Per la biblioteca di Filadelfia eseguì decorazioni e il portale di bronzo; per la biblioteca di New York fece dodici statue due volte il naturale.
Per il presidente Wilson eseguì le decorazioni della villa con fontana e statue nel parco.
Lavorò per gli Astor, i Gould, i Vanderbilt, per Roosevelt e per altre personalità americane. At the former George J. Gould estate, which is now Georgian Court University, he created two sculptures above the double doors that lead into the Casino building:  one is a copy of the Henri Regnault painting "Automedon with the horses of Achilles," and the other is a charioteer with four horses.
Suoi sono il monumento a Lincoln a Washington e i piloni monumentali per la bandiera della città di New York.
Morì nel 1929 a Perth Amboy, nel New Jersey. Gli sopravvissero la moglie Ada e 4 figlie mentre il figlio Bruno scomparso prematuramente (1901-1905) riposa nel Cimitero di Hillside, Metuchen, New Jersey. La lapide cimiteriale, fu probabilmente realizzata dal padre, e raffigura il giovane Bruno tra le braccia di un angelo.